# Hammudidi
Gli Hammudidi o Banū Hammūd formano una dinastia arabo-berbera in al-Andalus durante l'epoca delle taifa (1016-1057). Di origine idriside e definiti "Arabi berberizzati", governano su Malaga e Ceuta, estendendo il loro dominio ad Algeciras. I primi tre membri della dinastia assumono il titolo di califfo a Cordova, contendendolo agli ultimi Omayyadi. La dinastia scompare dopo l'assorbimento dei loro territori da parte degli Ziridi di Granada (1057).

## Storia
Quando le truppe del califfo omayyade Al-Hakam al-Mustansir, comandate dal vizir Almanzor, hanno ragione sugli Idrissidi in Marocco, le tribù Ghomaras giurano fedeltà al califfo. Gli idrissidi vengono dispersi tra le tribù berbere dove si nascondono. Hammūd, l'epónimo della dinastia che rivendica un'origine idrisside, si mescola con i berberi che il vizir Almanzor recluta. I due figli di Hammūd, Alī ben Hammūd e Al-Qāsīm, si distinguono alla testa delle truppe berbere che rovesciano il califfo Hichām a favore del suo lontano nipote Sulayman (1013). Il nuovo califfo, che assume il titolo di Al-Musta'īn, non è altro che il burattino del vizir Almanzor, che detiene tutti i poteri. Sulayman distribuisce i comandi a coloro che lo hanno aiutato nell'acquisizione del potere. Alī ben Hammūd riceve Tangeri e il nord del Marocco. Suo fratello maggiore Al-Qāsīm al-Ma’mūn riceve Algésiras.

### Califfi dissidenti

#### Alī ibn Hammūd
Alī ibn Hammūd è inizialmente un fedele servitore del califfo, poi si ribella e passa in Spagna. Approfittando della debolezza del califfo, si proclama indipendente e conquista Malaga. Si dirige verso Cordova alla testa di un esercito importante, accompagnato da suo fratello Al-Qāsīm al-Ma’mūn. Il califfo Sulayman viene rapidamente sconfitto, fatto prigioniero e poi giustiziato. `Alī si proclama quindi califfo con il titolo di Al-Nāsir «Il Vittorioso» (7 luglio 1016).

#### Al-Qāsīm al-Ma’mūn
Diventato impopolare, il 17 aprile 1018 Alī viene trovato assassinato nel suo bagno. Suo fratello Al-Qāsīm diventa califfo con il titolo di Al-Ma’mūn «Colui in cui si ha fiducia», dopo che Abd al-Rahman ha brevemente tentato di restaurare la dinastia omayyade. Al-Qāsīm viene rovesciato dal suo nipote Yahyā, figlio di `Alī ben Hammūd (1021). Yahyā aveva ricevuto da suo padre il governo di Tangeri. È passato in Spagna con le truppe Ghomaras che avevano messo al potere suo padre, per disputare il potere con suo zio.

#### Yahyā al-Mu`talī
Nel 1018, alla morte di suo padre Ali ben Hammud al-Nasir, suo zio Al-Qāsīm gli succedette. Yahyā non accetta questa nomina.
La contesa tra i due parenti si protrae quando Yahyā ordina di strangolare suo zio, tenuto prigioniero a Malaga, sospettato di preparare un colpo di stato. Yahyā regna quindi su Malaga, Algeciras, Ceuta, ma a Cordova gli abitanti scelgono come califfo Abd al-Rahman, fratello dell'Omeyyado Muhammad Al-Mahdī. Abd al-Rahman assume il titolo di Al-Mustazhir. Yahyā non è più califfo, ma continua a regnare su Malaga e Algeciras.
Alla fine dell'anno 1035, Yahyā si sente abbastanza forte da vendicarsi del Cadi di Siviglia. Si dirige per assediare la città. In questa campagna precipitosamente intrapresa, Yahyā viene ucciso (1035).

### Gli emiri hammuditi
La notizia della morte di Yahyā causò una gioia indescrivibile sia a Siviglia che a Cordova, e il cadi non aveva più nulla da temere dagli Hammuditi. Idrīs, un fratello di Yahyā, venne proclamato califfo a Malaga con il nome di Al-Muta'ayyid, mentre nello stesso periodo suo cugino si fece proclamare califfo ad Algeciras con il nome di Al-Mahdī.
Durante questo periodo, la potenza degli emiri ziridi di Granada, vassalli degli Hammudidi, si sviluppò grazie anche alla politica avveduta del vizir ebreo Samuel ibn Nagrela.
Idrīs morì di malattia nel 1039.
Due candidati si opposero per la successione: Yahyā al-Qaim, figlio di Idrīs, e il suo cugino Al-Hassan al-Mustansī, figlio di Yahyā al-Mutalī. Quest'ultimo si trovava in Africa e quando la sua flotta apparve davanti a Malaga, Yahyā al-Qaim fuggì. Hasan finse di perdonarlo, ma lo uccise poco dopo (1040)3. Al-Hassan fu avvelenato da sua moglie, sorella del defunto Yahyā al-Qaim, che vendicò così suo fratello (1043).
Nadja, il vizir eunucio di Al-Hasan che lo aveva portato al potere, pensò allora di prendere il potere per sé. Iniziò una campagna per conquistare Algeciras, tenuta da Muhammad al-Mahdī, figlio di Al-Qāsīm al-Mā’mūn, dalla morte di suo cugino Yahyā al-Mu`talī. Nadja fu ucciso durante questa campagna (5 febbraio 1043).
Idrīs II al-`Alī, fratello di Al-Hasan, prese la successione a Malaga. Idrīs II era un sovrano pacifico, ma alcuni lo consideravano troppo debole. Muhammad, un cugino di Idrīs II, figlio di Idrīs I al-Muta'ayyid, fu spinto al potere dai militari africani (1047). Questo nuovo sovrano era l'opposto del precedente: coloro che consideravano Idrīs troppo debole trovavano Muhammad troppo severo.
Un nuovo colpo di stato fu organizzato per ripristinare Idrīs e rovesciare Muhammad. Idrīs fu tuttavia costretto a rifugiarsi in Africa, dove fu ricevuto dai governatori berberi di Tangeri e Ceuta. Questi, temendo che il loro ospite potesse deporli, lo rimandarono in Spagna continuando a dichiararsi suoi vassalli. Idrīs trovò rifugio a Ronda. I discontenti di Malaga chiesero aiuto allo zirido Badis ben Habus, che regnava su Granada dal 1038. Badis conquistò Malaga nel 1053, sia per sé che per conto del suo sovrano Idrīs II, che era stato destituito nel 10478. Fu posto sul trono Muhammad al-Mahdī al-Mutarim, figlio di Idrīs I al-Muta'ayyid (1047), seguito da Idrīs III al-Muwaffaq, figlio di Yahyâ II al-Qaim (1053), per un breve regno. Alla fine, Idrīs II al-Alī fu restaurato (1054). A quel punto, era molto anziano e morì nel 10559. Muhammad al-Mustalī, un altro figlio di Idrīs I al-Muta'ayyid, salì al trono, ma fu infine Badis a prendere completamente il potere a Malaga nel 1058, ponendo così fine alla dinastia hammudida.

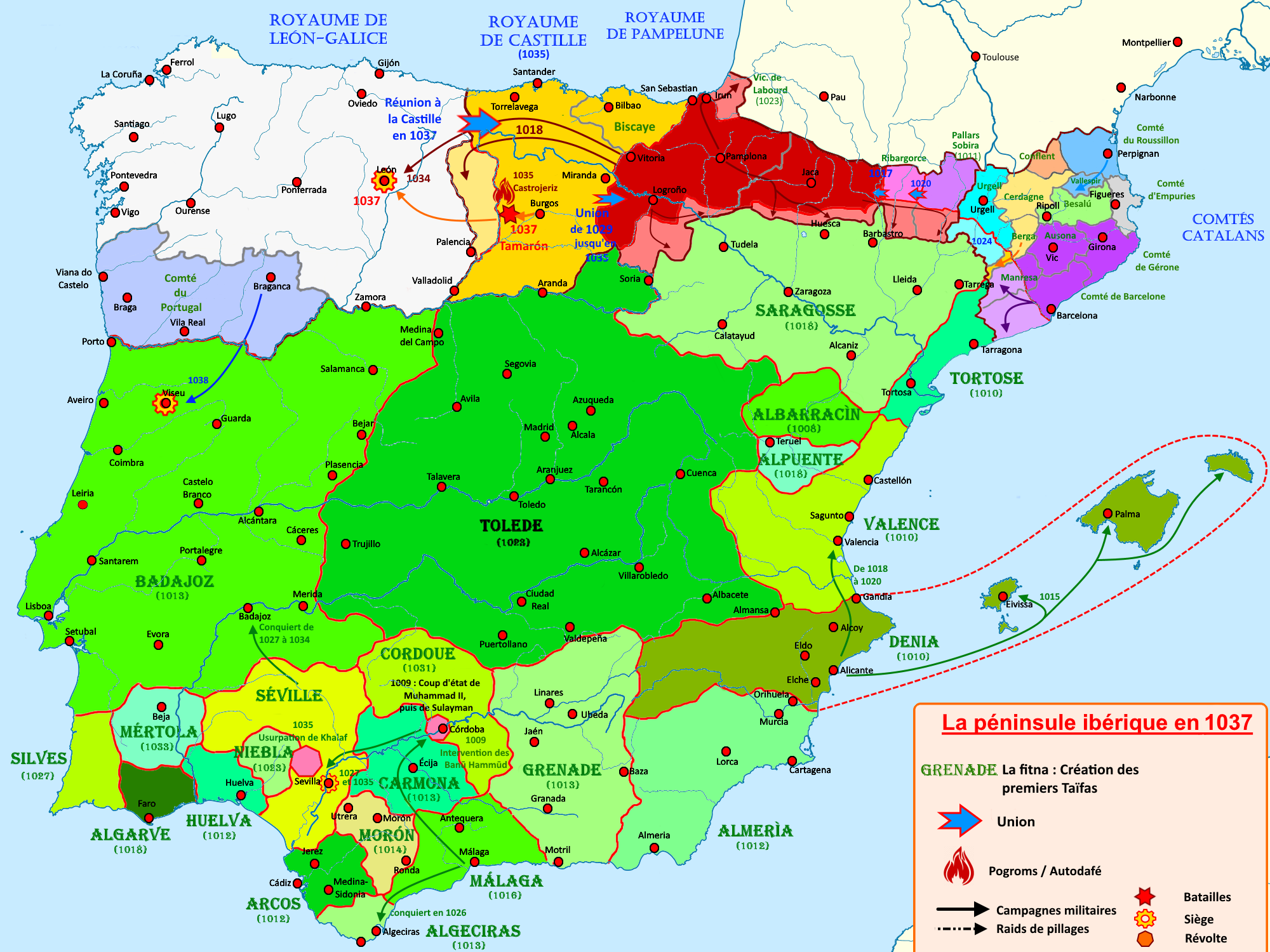
La taifa di Malaga, nel 1037,
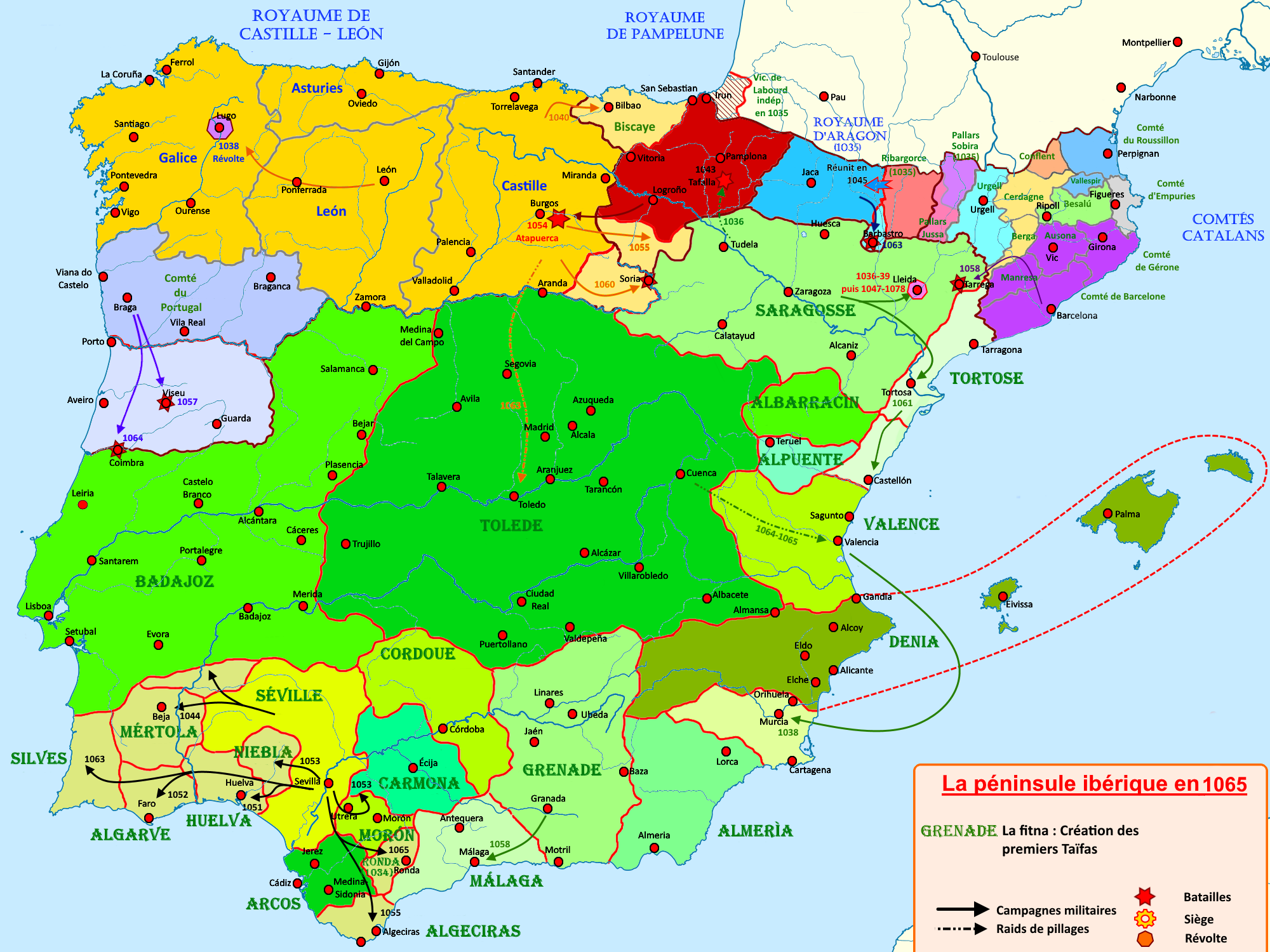
La taifa di Malaga, nel 1065
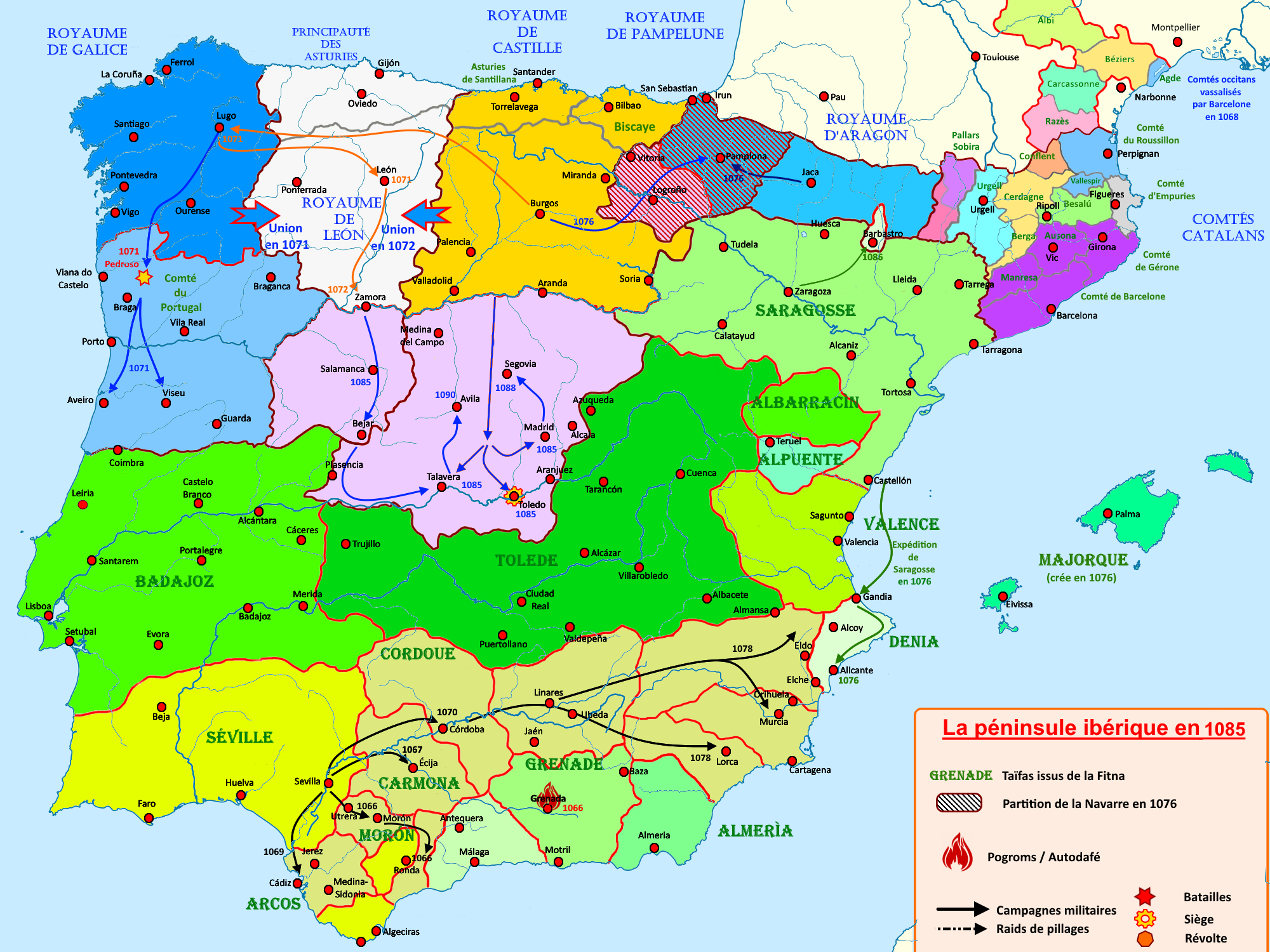
La taifa di Malaga, nel 1085
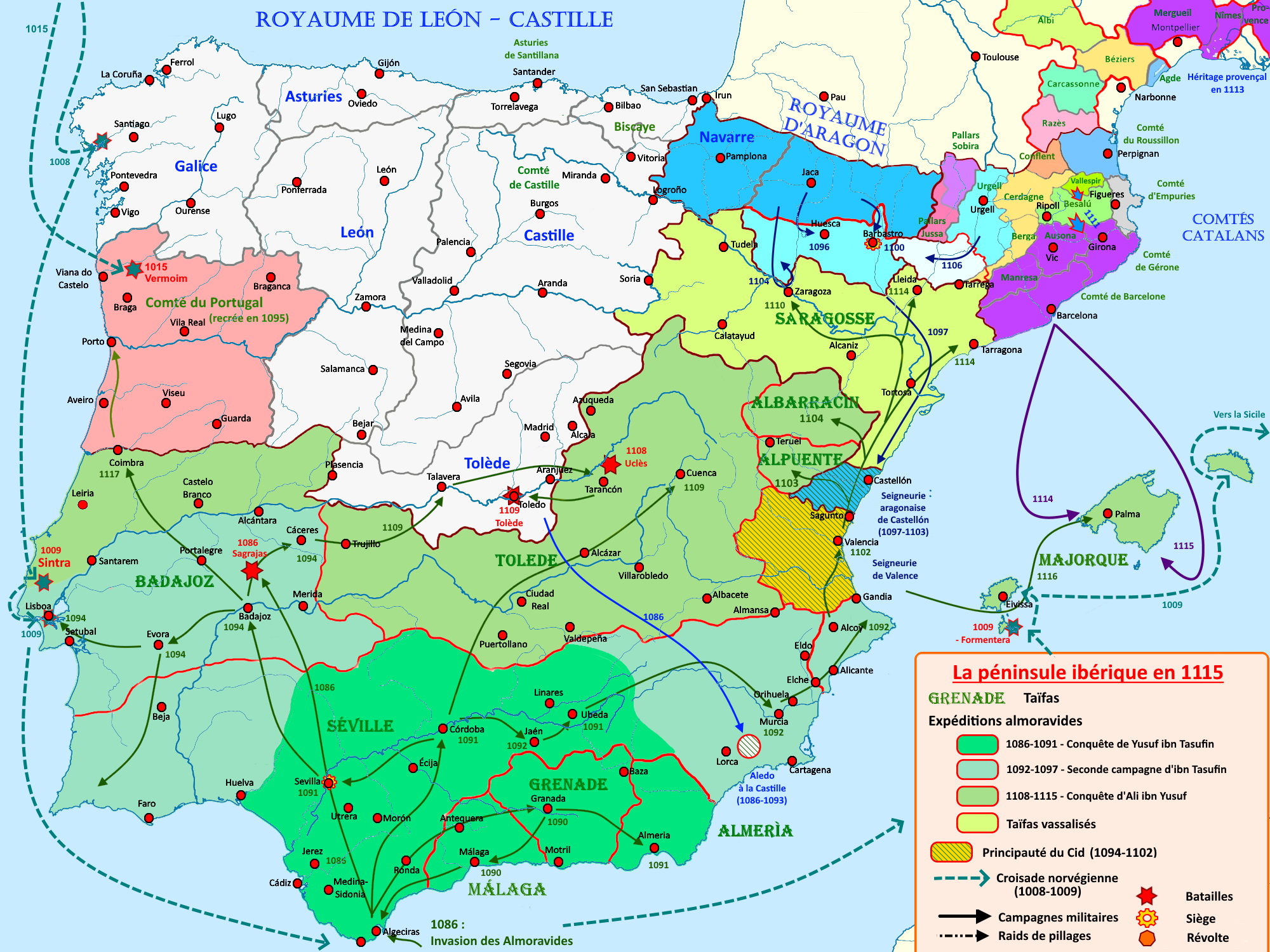
La taifa di Malaga, nel 1115